# Nasser as-Said

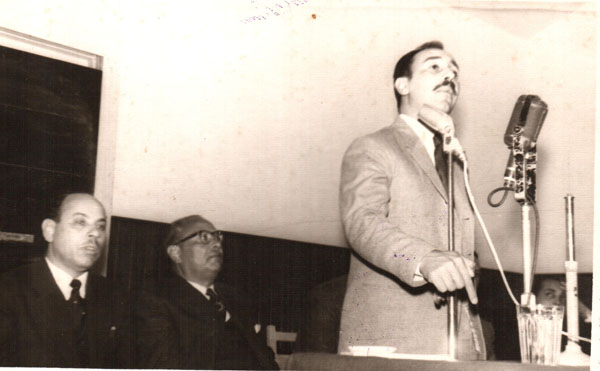
Nasser as-Said

Nasser as-Said (englische Transkription Nasser Al-Saeed; arabisch ناصر السعيد, DMG Nāṣir as-Saʿīd; * am 1. Januar 1923 in Ha'il; † um 1979) war ein saudischer Autor. Er war bekannt als führender Oppositioneller gegen die Dynastie der Sauds. 1979 wurde er in Beirut entführt.
In arabischsprachigen Medien wurde im Oktober 2018, in Zusammenhang mit dem Verschwinden von Jamal Khashoggi, an sein Schicksal erinnert.

## Werke
- Le Royaume d’Al Saoud